# Convolvulus fernandesii
Convolvulus fernandesii é uma espécie de planta com flor pertencente à família Convolvulaceae. É endémica de Portugal Continental.
A autoridade científica da espécie é P.Silva & Teles, tendo sido publicada em Bol. Soc. Brot. sér. 2, 53: 515. 1980.

## Proteção
Encontra-se protegida por legislação portuguesa ou da Comunidade Europeia, nomeadamente pelo Anexo II (espécie prioritária) e IV da Diretiva Habitats.